# Биспинген
Би́спинген (нем. Bispingen) — община в Германии, в земле Нижняя Саксония.
Входит в состав района Зольтау-Фаллингбостель. Население составляет 6219 человек (на 31 декабря 2010 года). Занимает площадь 128,55 км².
Коммуна подразделяется на 9 общин.
Пейзажи Биспингена стали сюжетом картины Валентина Рутса «Вильседе»

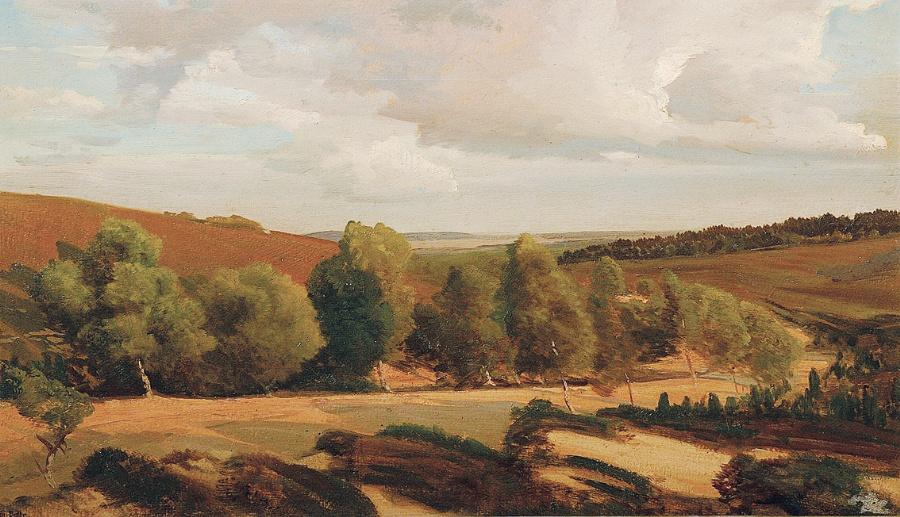
Валентин Рутс. Вильседе

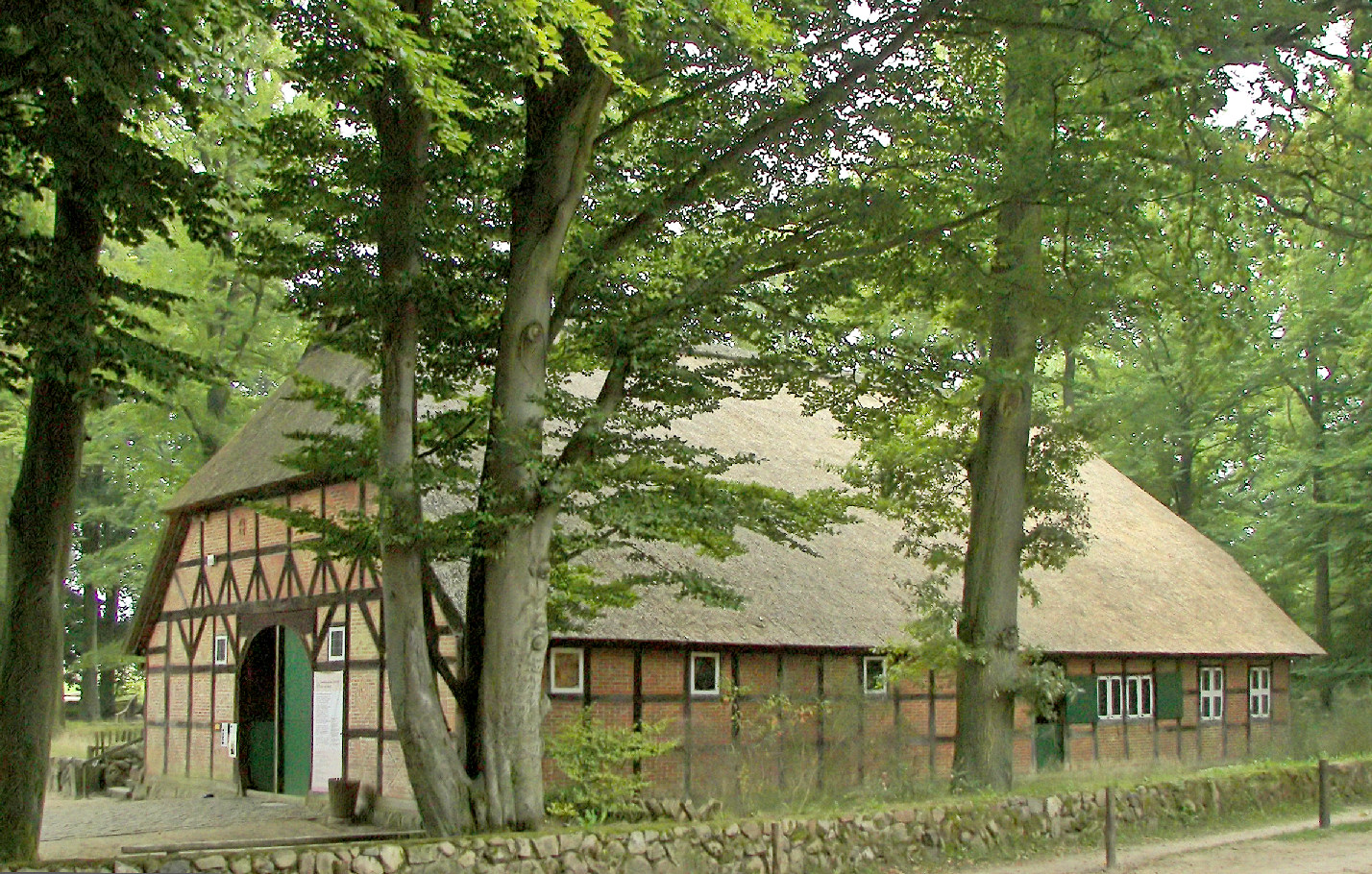
Биспинген